# 海岸系统铁路
海岸系统铁路（英語：Seaboard System Railroad，报告代码：SBD）是美国东南部地区历史上存在时间短暂却影响深远的一家一级铁路公司，存在于1982年12月29日至1986年7月1日。虽然这家铁路公司存在不足五年，却在北美铁路整合进程中扮演了关键角色，后来最终促成CSX运输公司的诞生，见证了20世纪后期美国铁路业通过兼并重组提升竞争力的发展趋势。
海岸系统铁路的前身是1960年代末由控股公司海岸沿海线工业（SCLI）主导的“家族铁路系统”（英語：Family Lines System）。这一体系并非实体营运企业，而是以营销联盟形式整合了路易斯维尔和纳什维尔铁路、克林奇菲尔德铁路、海岸沿海线铁路等多家东南部铁路公司，同时吸纳了乔治亚铁路、亚特兰大和西点铁路等小型铁路公司。这种松散协作模式持续十余年，直到1980年海岸沿海线工业公司与切西系统合并成立CSX公司，才为实质性整合掀开了序幕。1982年，CSX公司将原家族铁路系统成员正式合并为海岸系统铁路，标志着分散营运时代的终结。
作为覆盖美国中部与东南部的干线铁路网络，海岸系统铁路承担了区域货运干线通道的职能，其路网整合了原各成员公司的优势路线：路易斯维尔和纳什维尔铁路的中西部走廊、克林奇菲尔德铁路的阿巴拉契亚煤炭运输专线，以及海岸沿海线铁路的东南沿海通道。这种资源整合显著提升了营运效率、减少了管理成本，为接踵而至的大规模铁路合并奠定了基础。1986年7月1日，海岸系统铁路更名为CSX运输，并在次年完成对切西系统旗下铁路公司的兼并，最终形成横跨美国东部的CSX铁路网络。海岸系统铁路的名称虽已消失，但其整合的路线至今仍是CSX运输系统的核心组成部分，持续影响着美国东部乃至北美大陆的货运格局。